# Cume do Monte
Cume do Monte é o álbum de estreia de David Cerqueira, lançado em setembro de 2006. Produzido pelo cantor e Leandro Silva, o disco trouxe doze canções escritas por Cerqueira em parceria com Davi Sacer e Luiz Arcanjo, que também atuaram no vocal. O disco rendeu indicações ao Troféu Talento em 2007.

## Faixas
| N.º            | Título                 | Compositor(es) | Duração |  |
| 1.             | "Extravagante"         |                | 4:03    |  |
| 2.             | "Incomparável"         |                | 4:05    |  |
| 3.             | "Cume do Monte"        |                | 5:14    |  |
| 4.             | "Te Amo, Jesus"        |                | 5:38    |  |
| 5.             | "Poderoso És"          |                | 4:19    |  |
| 6.             | "Jesus, Meu Bem Maior" |                | 5:09    |  |
| 7.             | "Acende o Fogo em Mim" |                | 4:36    |  |
| 8.             | "Estou Contigo"        |                | 5:18    |  |
| 9.             | "Descansar"            |                | 4:26    |  |
| 10.            | "Quem"                 |                | 6:11    |  |
| 11.            | "Refúgio"              |                | 5:42    |  |
| 12.            | "Estou de Volta"       |                | 4:57    |  |
| Duração total: | Duração total:         | Duração total: | 59:43   |  |

## Indicações e Premiações

### Troféu Talento
Indicações e premiações no Troféu Talento:
| Ano  | Categoria              | Indicado      | Resultado |
| ---- | ---------------------- | ------------- | --------- |
| 2007 | Melhor CD Independente | Cume do Monte | Indicado  |
| 2007 | Melhor Álbum Rock      | Cume do Monte | Indicado  |